# Whitney Thompson
Withney Thompson (Atlantic Beach, 26 settembre 1987) è una modella statunitense.

## Primi anni
Prima della sua apparizione allo show, Withney  ha lavorato a livello locale nel nord della Florida ed è apparsa sulla copertina della rivista Jacksonville tre volte. Ha frequentato la Duncan Fletcher U. High School e la University of North Florida, dove è stata membro di Alpha Chi Omega.

## America's Next Top Model
Withney  ha gareggiato contro quattordici altre concorrenti per vincere la decima edizione di America's Next Top Model. È stata selezionata come una delle finaliste per entrare nella Top Model house. Alcuni dei giudici ha criticato le sue performance e la personalità come 'troppo spettacolo' e 'falsa'. Withney ha ricevuto un primo call-out durante il servizio fotografico a tema con musica, e ha vinto un 'CoverGirl della settimana', della sfida photoshoot finale della decima edizione. È arrivata  in fondo per un totale di quattro volte.
Alla fine, Withney  è arrivata in finale contro Anya Rozova e ha vinto il titolo, diventando l'unica vincitrice  oversize nella storia del programma.	
Anche se lei è naturalmente bruna, Withney  ha ricevuto extencion biondi per il suo nuovo look. Dopo lo spettacolo, ha cambiato il suo colore dei capelli in biondo scuro.
Vincendo ANTM, la  Thompson ha ricevuto un contratto con CoverGirl cosmetici e un contratto con Elite Model Management. È anche apparsa nella  copertina e nella pagina editoriale del numero di luglio 2008 di Seventeen.

## Dopo America's Next Top Model
La Thompson è stata sulla copertina di Jacksonville Magazine agosto 2005, ottobre 2005, marzo 2006 e agosto 2008, così come Plus Model Magazine gennaio 2010, Animal Fair Magazine, e top model Unlimited, settembre / ottobre 2008. È anche la testimonial per stilisti Smile, Metrostyle, JC Penney, People Magazine, Diana Jewelry Warner, Forever 21, Saks Fifth Avenue, Converse One Star, Bug di moda, e una campagna con Pure Energy / Target, Autunno 2010.
Whitney ha partecipato al 12 episodio della 12 stagione del programma televisivo Made di MTV, in veste di made coach.

## Pubblicità
Ha anche girato uno spot Covergirl con Rihanna.